# Malysjeva, Sverdlovsk oblast
Malysjeva (ryska: Малышева) är en ort i Sverdlovsk oblast i Ryssland. Folkmängden uppgår till cirka 10 000 invånare.